# 林攸餘
林攸餘（1973年12月21日—），台灣宜蘭縣人，網路暱稱「快樂瓜爸」，2007年於台灣Babyhome親子部落格發跡，育有二子，現為中華民國快樂推展協會理事長、親子教育工作者。